# Aqüeducte de les Ferreres
|  | Per a altres significats, vegeu «Pont del Diable». |

El Pont del Diable (també anomenat Aqüeducte de les Ferreres) és un pont aqüeducte romà aixecat entre els costats del barranc dels Arcs al terme de Tarragona, que duia aigua del riu Francolí a l'antiga ciutat de Tàrraco. És un dels aqüeductes més monumentals i ben conservats de l'època romana i el més important de Catalunya. És gestionat pel Museu d'Història de Tarragona.

## Història
Malgrat que no es coneix la data de construcció exacta de l'aqüeducte, sembla probable que s'hagués aixecat al segle i dC, en l'època de l'emperador August, coincidint amb el creixement de Tàrraco per la urbanització de la part alta de la ciutat, seu del Concilium provinciae d'Hispània Citerior.
L'aqüeducte funcionar fins a l'edat mitjana. Va ser restaurat al segle x —sota el regne del califa Abd al-Rahman III de Còrdova— i una altra vegada al segle xviii. El 1857, l'arqueòleg Bonaventura Hernàndez Sanahuja en va coordinar ua restauració integral. Durant el segle xx es van fer més treballs de conservació per aturar el deteriorament del monument.
El 1905 es va declarar Bé Cultural d'Interès Nacional i el 2000 Patrimoni de la Humanitat per la UNESCO com a part del Conjunt arqueològic de Tàrraco. Després de l'adquisició del terreny per l'Ajuntament de Tarragona, es va inaugurar l'any 2005 el «Parc Ecohistòric del Pont del Diable» per a protegir tant el monument com el seu entorn natural.
Entre el 2009 i l'octubre de 2011 va ser restaurat. fent una representació de l'època romana i permetent el pas d'aigua pel canal de la part superior. Amb la restauració s'han conegut els materials de construcció de l'època, com es va construir l'aqüeducte i fins i tot quanta gent hi va treballar.

## Dimensions

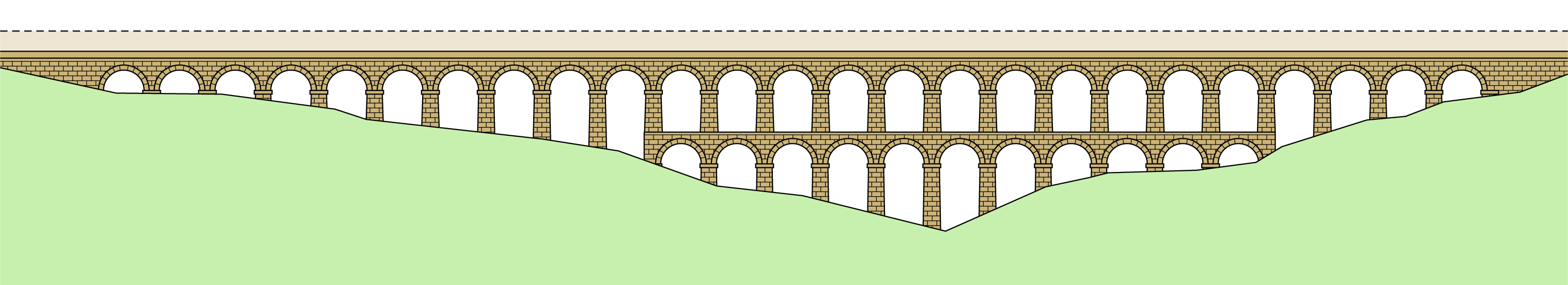
Vista esquemàtica de l'aqüeducte de les Ferreres

El pont té una llargada de 217 m i una alçada màxima de 27 m, sense comptar la galeria de conducció de l'aigua, que devia fer uns 2 metres més. Consta de dos nivells d'arcades sobreposades amb 11 arcs al nivell inferior i 25 arcs al nivell superior. Els arcs tenen una amplada (llum) de 6,30 m, una alçada de 5,70 m (on no s'han d'adaptar al desnivell del barranc) i un gruix d'1,86 m. La distància entre els arcs és de 8 m. La cota de l'aqüeducte al costat nord és de 56,8 m i la costat sud de 56,4 m.

## Construcció

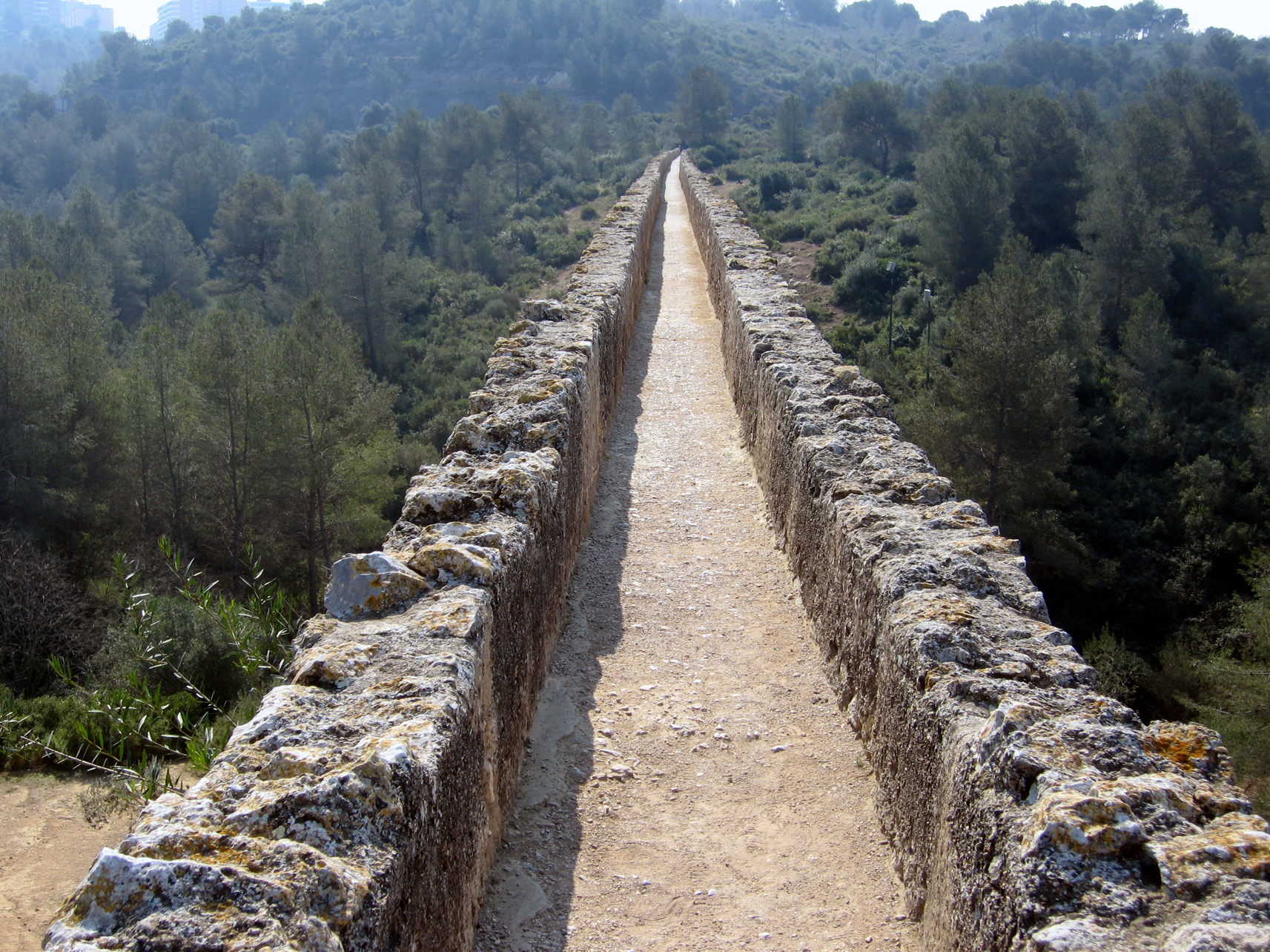
Canal que duia l'aigua

Tota el pont fou construïda en opus quadratum, blocs de pedra regulars tallats en forma de carreus lleugerament encoixinats i col·locats en sec, sense morter a les juntes. El specus, llatí per el canal que duia l'aigua (que era només al pis superior), fou construït en opus signinum, amb un morter impermeable a base de calç i sorra. La pedra per l'obra fou treta d'una pedrera en un turó pròxim al monument, conegut com a coves de la Pedrera.

## Recorregut
Es ben sabut que els romans no bebíen aigua de rius ni d'embassaments, sino que la captaven des de fonts d'aigua de qualitat i amb un cabal constant i perdurable a llarg termini. Recents investigacions han descobert que la captació de l'aigua es feia des d'unes fonts al municipi de Vallmoll i identificades com l'actual Font de la Munda. Recents exacavacions arqueològiques dutes a terme durant l'any 2021 per un equip format per Jordi López Vilar (ICAC), Anna Gutiérrez Garcia-Moreno (ICAC), Josep Maria Puche (ICAC), Josep Zaragoza i, ocasionalment, Oriane Bourgeon (ICAC) i Lluís Homdedeu. Aquesta primera fase va permetre identificar, fitxar i topografiar més de 50 trams de l'aqueducte del Francolí, de manera que ja es coneix tot el traçat de l'aqueducte en detall. També es varen posar al descobert uns caixers de formigó roma que formaven part d'aquest sistema de captació. D'ençà fou conduïda per un canal cobert cap a Tàrraco, primer en paral·lel al riu i des del pont del Codony seguint les corbes de nivell aprofitant els pendents naturals del terreny fins a arribar a la comella del barranc dels Arcs que es va salvar mitjançant el famós pont aqüeducte. Inicialment l'aqueducte seguía un recorregut que cercava les corbes de nivell cap al nord, fins que es va decidir construir l'arquería que reduía considerablement la pendent òptima de les canalitzacions per gravetat, segurament amb finalitat publicitaria
(els romans es perpetuaven en la memòria de la comunitat mitjançant el finançament d'obres públiques monumentals) ja que les arqueríes a lèpoca de la construcció es podíen observar desde la calçada que unía Tarraco amb Ilerda. Al costat sud del barranc el canal seguía per l'antic camí de l'Àngel i entrava a la ciutat per l'actual avinguda Catalunya on l'aigua era recollida i depurada en un gran dipòsit decantador, anomenat castellum aquae (llatí per torre d'aigua) i després per pressió, distribuïda per una xarxa de canonades de plom en la zona residencial de Tàrraco.
https://icac.cat/es/actualitat/noticies/2021/investigadores-del-icac-identifican-el-primitivo-acueducto-de-tarraco-que-llevaba-el-agua-del-rio-francoli-sin-necesidad-del-conocido-puente-del-diablo/

## Llegenda delPont del Diable
Conta la llegenda que …
| « | En temps de la dominació romana i davant la necessitat que patia Tarragona d'aigua, calgué construir un aqüeducte per tal d'unir dos turons separats per una profunda torrentera. La construcció anava endavant i quan ja estaven llestes les dues rengleres d'arcades, les fortes ventades i la fúria de les tempestes enderrocaren el pont. El mestre constructor en veure l'enderroc del pont va dir tot desesperat que tan sols el dimoni podia fer un pont de mil anys de durada. Feta aquesta afirmació se li presentà de sobte Satanàs i li digué que ell aixecaria un pont aquella mateixa nit amb pedra de la pedrera del Mèdol que seria de forta durada. Se li oferiren trenta bosses plenes de moneda d'or i d'argent. Més ell no volia diners. Deia que volia l'ànima del primer que begués l'aigua que passés pel pont del diable. I tracte és tracte. El pont va ésser construït i a l'endemà el dimoni esperava a l'altra banda del pont el compliment de la paraula donada. Mentrestant, el mestre i els seus operaris des de l'altra part del pont li ensenyaren un ase que va ésser el primer habitant que va beure d'aquella aigua. | » |

### Dues versions menys conegudes
Tal com s'indica a l'article de la TarracoWiki, existeixen diferents llegendes locals, recollides al llibre Llegendes històriques de Tarragona.
- La primera, és bastant semblant a la que s'explica sobre el Pont del Diable de Martorell, es titula: «El diable i la donzella». Diu així:

| « | Qui vegi per primera vegada, o per enèsima vegada, el pont romà que, pels seus arcs en forma de ferradures daurades, se l'anomena de Les Ferreres —tot i que valdria més anomenar-lo de Les Ferradures—, creurà que és una obra divina, una obra d'àngels… Però no és així! Qui el construí va ésser el mateix Diable! Ara us explicaré com ho feu. Abans, però he d'advertir-vos que els uns ho expliquen d'una manera i els altres d'una altra. Però l'essencial, el més important és saber que l'arquitecte fou el mateix Satanàs. La primera versió del fet conta que, ja fa molts segles, una donzella havia d'anar a buscar aigua cada dia a una gran distància de la ciutat i l'enutjava molt haver de pujar i baixar tant la vall que forma el lloc on avui s'aixeca l'aqüeducte. El Diable pactà amb la donzella construir-li un pont a canvi de la seva ànima. Ella a la vegada li posà una condició: — Abans que torni a sortir el sol —li digué— ha d'estar acabada la teva obra; si no és així, la meva ànima restarà lliure del teu poder. Rient-se d'aquestes foteses, el Diable començà l'obra amb entusiasme, donant ja per segur la possessió de l'ànima de la joveneta tarragonina. Però aquell dia..., Déu va voler que el sol sortís abans d'hora, i el gall, fidel complidor de la seva missió, com cada dia, saludà el sol i, aquesta vegada, amb el millor i més estrident quiquiriquic de la seva vida. Fou una llàstima. Al Diable li faltava poc per acabar-lo. Es quedà sense l'ànima de la donzella i Tarragona tingué un aqüeducte, del qual s'ha servit molt en el transcurs del temps. | » |

- La segona, és genuïnament de Tarragona i es titula: «El jugador empedreït». Diu així:

| «                           | A Tarragona hi havia un jugador empedreït que, a causa de la seva mala estrella, perdia en el joc tot allò que guanyava a la feina. Un dia, havent-se quedat sense ni un clau, com ja tenia per costum, en sortir de la taverna, desesperat, invocà el Diable i, cridant, li digué: — Si aconsegueixes recuperar tot el que he perdut i, a més, que d'ara endavant, quan jugui, guanyi sempre, d'aquí a un any pots venir a buscar la meva ànima. El Diable acceptà la proposició amb molt de gust. Però Déu, creador i Senyor de les ànimes i dels cossos, s'interposà entre ambdós i li digué al jugador. — Qui ets tu per disposar de les meves coses? La teva ànima em pertany. I jo en sóc el Pare i serà del Diable si a mi em plau. Li poso una condició: que en una sola nit, exactament d'aquí a un any, i abans de trenc d'alba, es comprometi a fer un pont de pedra tan gran com jo l'indiqui. Si no és així, no tindrà el premi que li has ofert. El Diable, rabiós perquè l'Altíssim li desbaratava sempre els bons negocis, es comprometé a construir el pont en el lloc indicat per Déu, entre el mas Pastor i el mas dels Arcs, a la vora del camí que condueix a la vila de Valls. Just al cap d'un any, tal com s'havia pactat, es posà mans a l'obra. Com un boig, tallava les pedres que trobava pels voltants i, per tal d'estalviar temps, les unia sense argamassa. — Només que es mantingui dempeus fins a l'alba... —es deia. Gairebé ja havia culminat l'obra; només li faltava col·locar l'última pedra a la dreta del monument –avui encara s'hi nota aquesta deficiència—, quan el gall del mas dels Arcs es posà a cantar saludant el sol que sortia del ventre del nostre mar. El pobre Diable, brut i extenuat pel treball ímprobe realitzat en poques hores, en escoltar el gall i veure el sol, llançà la pedra a terra alhora que de la seva boca negra sortia una blasfèmia fenomenal. I fugí rabent perquè Déu no l'encalcés. | » |
| — versionada per Ruiz Porta | |   |

## En les arts
El pont apareix en la pel·lícula La teta i la lluna de Bigas Luna de l'any 1994.

## Visita
L'aqüeducte és a uns 4 km de Tarragona, a prop de l'autopista AP-7 (de Tarragona a Barcelona) i de la carretera N-240 (de Tarragona a Valls) al barri de Sant Salvador. S'hi pot accedir en auto particular fins a escassos metres del monument. També s'hi pot arribar en autobús urbà des del centre de Tarragona amb les línies 5 i 85. La visita és lliure.

## Galeria d'imatges

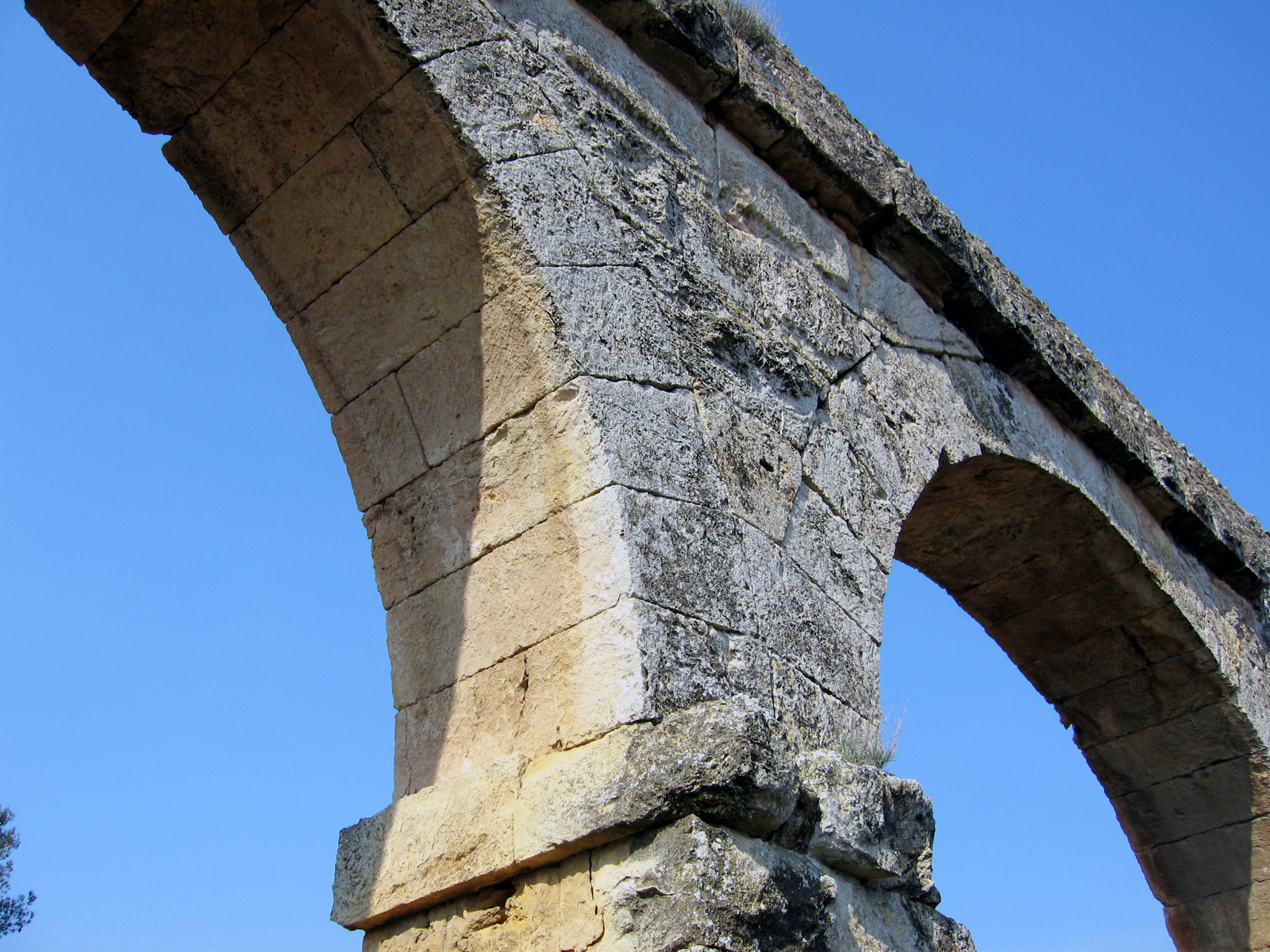
Els arcs
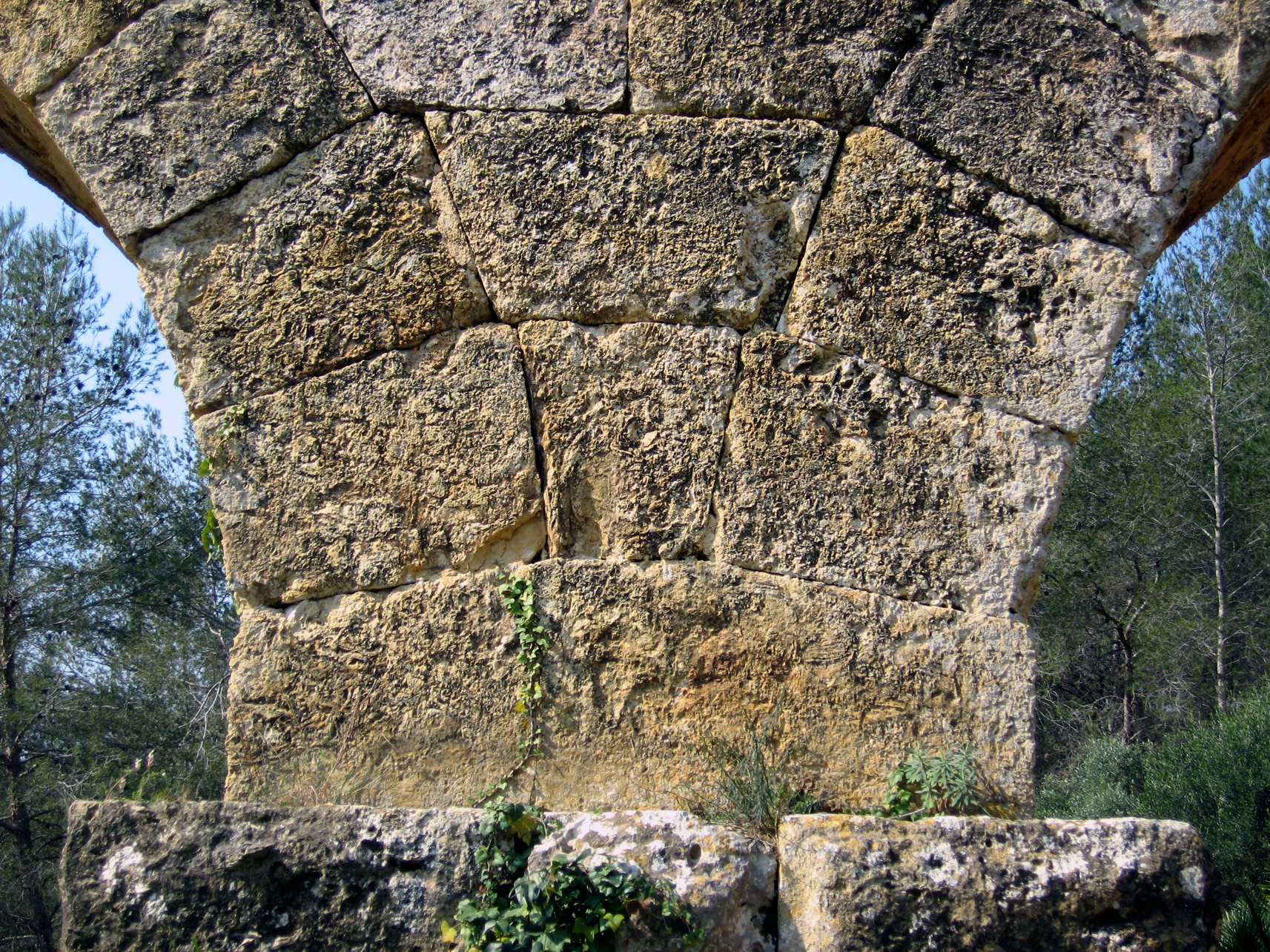
Capitell
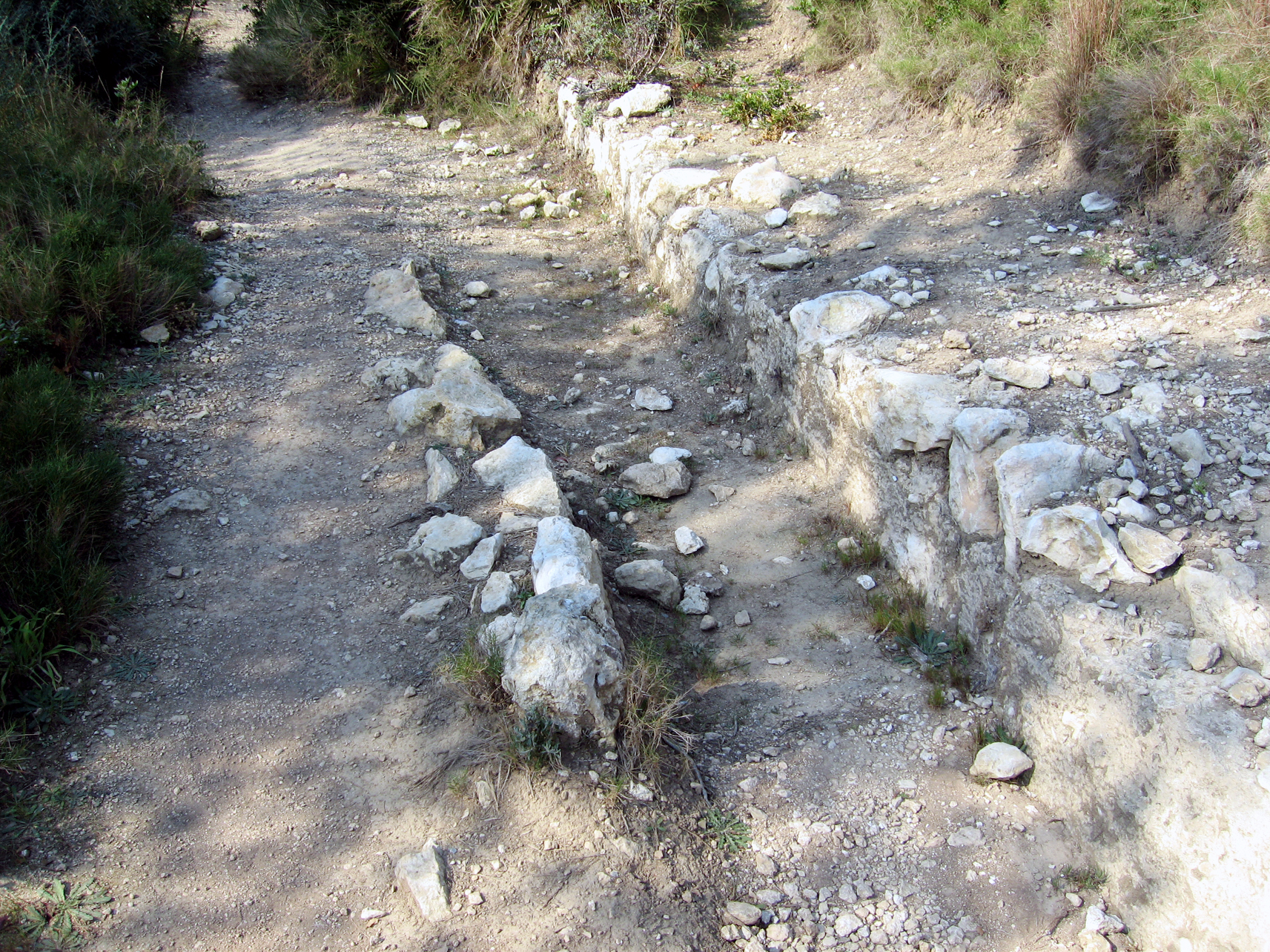
Rec
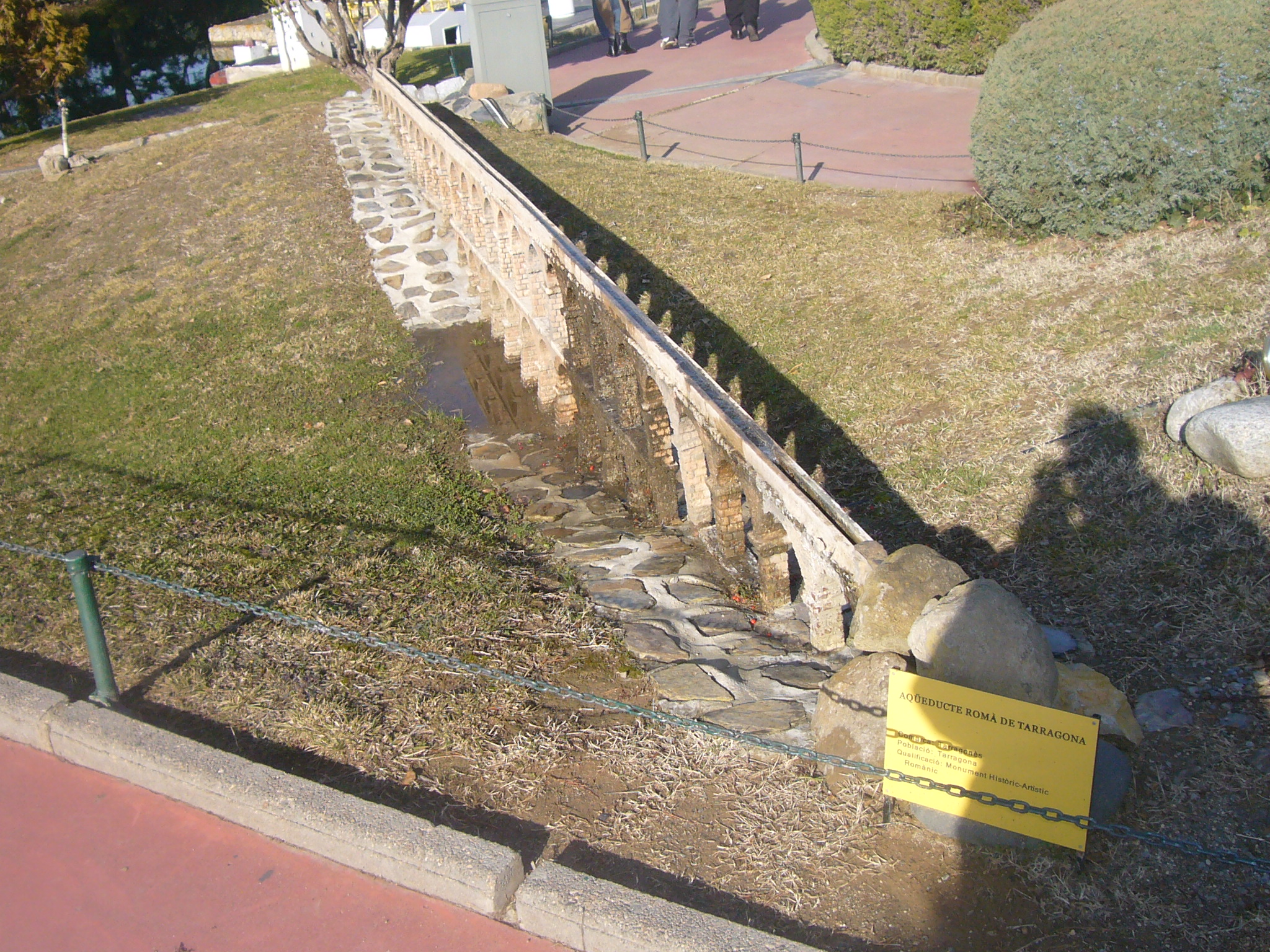
Maqueta a Catalunya en Miniatura

## Protecció genèrica
- L'any 2000 la UNESCO el va incloure dins la llista de Patrimoni Mundial com a integrant del «Conjunt Arqueològic de Tàrraco»
- Tot el terme municipal de Tarragona està protegit i des de 1966[14] i d'acord amb l'àmbit III amb un nivell de protecció d'acord amb la vigent Llei 9/93 del Patrimoni Cultural Català, Bé Cultural d'Interès Nacional a la categoria de BCIN-zona arqueològica
- Declarat monument historicoartístic per Real Orden de 3 d'abril de 1905<ref> «Ministerio de instrucción Pública y bellas artes: reales ordenes» (en mexicà). Gaceta de Madrid, CCXLIV, 102, 12-04-1905, pàg. 154.</ref Nivell de protecció d'acord amb la vigent Llei 9/93 del Patrimoni Cultural Català: BCIN (R-I-51-0087). Bé Cultural d'Interès Nacional a la categoria Monument Històric.